# مت سورم
مت سورم (انگلیسی: Matt Sorum؛ زادهٔ ۱۹ نوامبر ۱۹۶۰) طبل‌زن اهل ایالات متحده آمریکا است. وی از سال ۱۹۷۵ میلادی تاکنون مشغول فعالیت بوده است.